# José António Gascon
José António Guerreiro Gascon (Monchique, 26 de Fevereiro de 1883 — Monchique, 4 de Maio de 1950) foi um intelectual, escritor e publicista algarvio.

## Biografia
Nasceu em 26 de Fevereiro de 1883, na vila de Monchique, filho de Laurencia Guerreiro Gascon.
Com um grande pendor para as letras, deu continuidade aos estudos e recolhas sobre a história, o património e as tradições de Monchique iniciados por seu avô, o médico de origem espanhola José Gascon (1813-1877).[carece de fontes?]
É autor, entre outras obras, da monografia Subsídios para a Monografia de Monchique, publicada postumamente em 1955. Colaborou também em vários jornais e revistas. 
Tesoureiro da Fazenda Pública em Monchique, teve grande envolvimento cívico, dirigiu a Filarmónica Monchiquense, exerceu funções na Câmara Municipal e foi secretário da Santa Casa da Misericórdia de Monchique.[carece de fontes?]
Foi correspondente do Diário de Notícias em Monchique. Em 1928, estava a preparar a fundação da Sociedade de Estudos e Propaganda do Algarve.
Exerceu igualmente como tesoureiro das finanças em Alcoutim, e da Fazenda Pública em Odemira.
José António Gascon foi uma das quinze figuras históricas homenageadas na exposição Pioneiros do conhecimento científico do Algarve, organizada em 2017 na Galeria Municipal de Santo António, em Monchique, sobre importantes investigadores da história e cultura da região.